# Gamba (powiat)
Gamba (tyb. གམ་པ་རྫོང, Wylie: gam pa rdzong, ZWPY: Gamba Zong; chiń. upr. 岗巴县; pinyin Gǎngbā Xiàn) – powiat we południowej części Tybetańskiego Regionu Autonomicznego, w prefekturze Xigazê. W 1999 roku powiat liczył 9090 mieszkańców.